# 朱連魁
朱連魁（1854年—1923年），藝名金林福或金陵福，天津楊柳青人，清末民初魔術師。據說朱連魁說話口吃，人稱「朱嗑巴」，所以表演時極少說話，但不影響他練就一身出色的技法。

## 生平

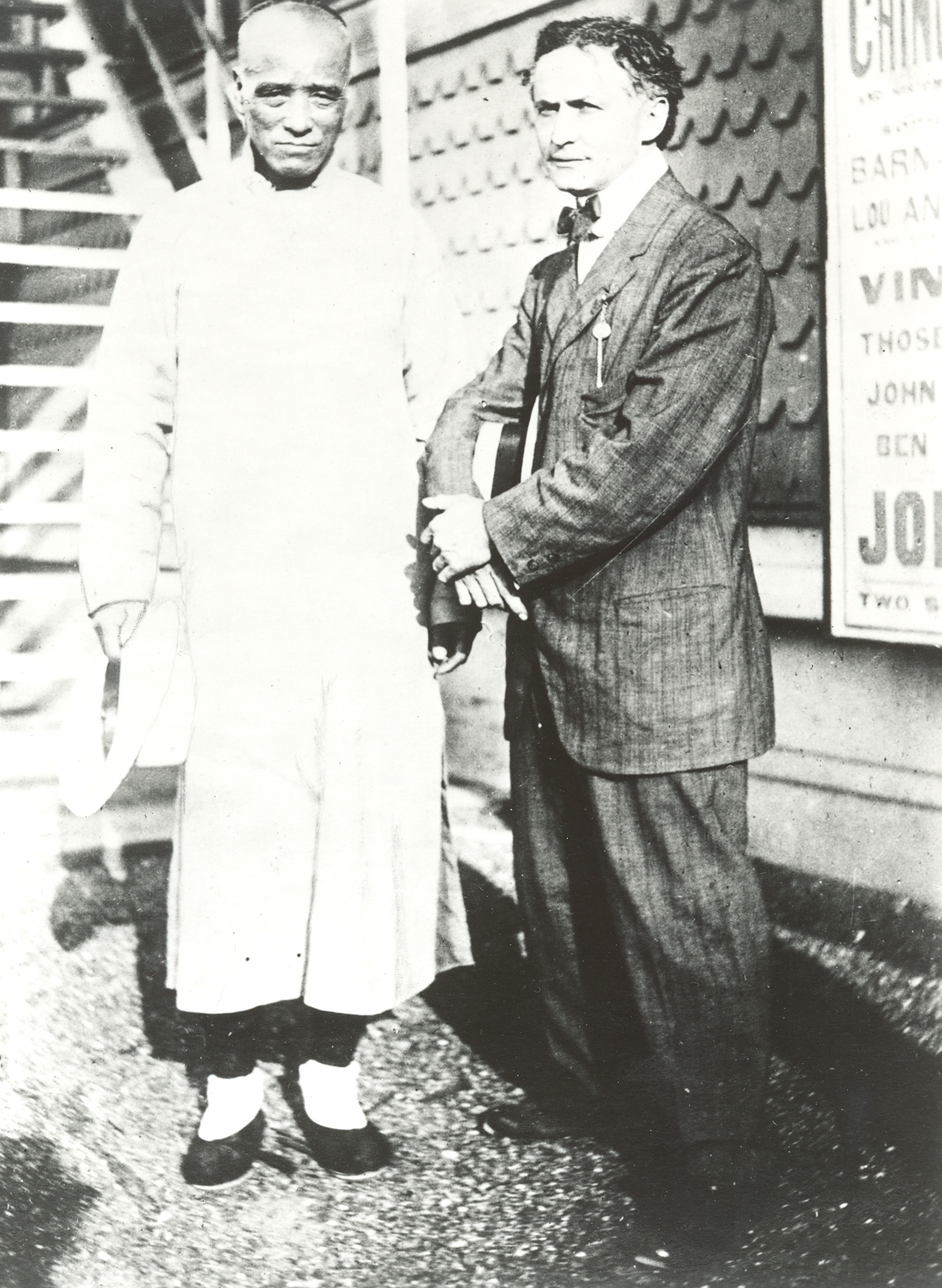
魔術大師朱連魁和魔術大師哈利·胡迪尼的合照

### 聲名鵲起
朱連魁祖籍天津杨柳青，1854年3月11日（咸丰四年），出生于顺天府（今北京市）。朱连魁年轻时供职于一家大型商行，该商行在北京、上海、天津、旧金山皆有分号业务，朱连魁业余学习戏法，常在同事、客户间表演，以活跃气氛，结交人缘。随着戏法水平提高，再加上之前在衙门、工业和贸易部门、海外商人前表演结下的人缘，朱连魁声名鹊起，干脆以表演戏法为生，在天津组建了“朱连魁戏法班”。常在松江府（今上海市）、天津府（今天津市）碼頭、外輪獻藝。1874年，《申报》报道，天津艺人朱连魁在黄浦江畔外国游轮和新北门天一茶楼等地演出。
1897年9月13日（光緒二十三年），朱連魁首次來到美國，並為1898年的跨密西西比河萬國博覽會（奧馬哈博覽會）做準備。
1898年4月16日，朱連魁首次於美國進行表演，並嶄露頭角，憑藉著傳統的中國古彩戲法风靡美國。一張發表於當日的舊報紙报导：「朱連魁在跨密西西比河萬國博覽會（奧馬哈博覽會）上，中國村表現出了非凡的吸引力，在那裡，人們將有機會欣賞由朱連魁（Ching Ling Foo）和他的助手們提供的極其精彩的魔術表演。」「專為慈禧太后獻藝的魔術師」是朱連魁對外宣傳的口號。朱連魁有很多著名的魔術，例如「口吐百丈」、「空竿釣魚」、「碎紙還完」，不過他最著名的拿手好戲還是古彩戲法「大碗飛水」。同時，朱連魁也是登上國際魔術家協會(I.B.M)的官方刊物——Linking Ring（連環）的為數不多的中國人之一 。5月6日，跨密西西比河萬國博覽會召開，朱連魁於博覽會表演中國傳統魔術戲法。7月29日，據一篇於內布拉斯加州報刊登的文章表示，朱連魁的次子Foo Kuai疑似因熱病而病逝於博覽會。在博覽會即將結束時，朱連魁被媒體譽為“全美國最厲害的魔術師”。纽约联合广场剧院经理克罗涅尔·霍普金斯观看了朱连魁的表演后，看到其潜藏的商业价值，10月31日，朱连魁签约该剧院，成为第一位签约美国剧院的中国魔术师 。11月17日，奧馬哈每日蜜蜂報盛讚朱連魁是“唯一一位可以和亚历山大·赫尔曼相比肩的魔術師”，並透露朱連魁下一次將在紐約表演魔術。
1899年4月1日，美國各大報紙刊登了有關朱連魁的標題「中國的皇帝想把朱連魁要回去」。真實原因是奧馬哈博覽會給華人開闢的特別通道到期，朱連魁和他的劇團依舊沒有擺脫美国排华法案的陰影，他們被警察扣押進了警局等待著被驅逐出美國的命運。這本來是個單純的法律問題。但是在1899年4月1日愚人節當天，《堪薩斯州托皮卡報》、《布魯克林每日雄鷹報》、《紐約時報》等都不約而同地用「中國皇帝命令美國政府歸還他的大魔術師，美國官員不得不從」等類似的標題報道。联合广场剧院经理克罗涅尔·霍普金斯为了留下朱连魁，诉诸法院 ，最終朱連魁被釋放，法官卡尔萨特以排華法案主要針對的是工人，而朱連魁是藝術家為由允許他繼續留在美國。因這場舉國矚目的公開審判讓朱連魁在美國就此聲名鵲起。6月4日，紐約新聞報將朱連魁譽為“19世紀的奇跡”。8月1日至10日，朱连魁在一次巡回演出中为費城伯利纳留声公司录音，录下历史上最早的有记载并有实物为证的中文唱片。目前存世的唱片有两张为朱連魁录音，一张为朱连魁录唱的京剧《文昭关》，另一张为朱连魁的妻子Shee Tam Foo和儿子朱义德录唱的京剧《梳妆台》。8月20日，朱連魁公開懸賞1000美元來挑戰任何可以破解其魔術“大碗飛水”的人，托马斯·爱迪生旗下的通用電氣公司甚至因此專門製作了一個短片來對朱連魁的懸賞行為做出回應。8月27日，朱連魁被清廷官方授予一面大清龍旗。

### 回國遭遇
1900年6月（光緒二十六年），由於八国联军之役使得朱連魁的老家天津不再安定，加上美國社會反華日益嚴重、冒牌林立，勞資糾紛、同行攻擊，朱連魁決定回國。
1901年2月22日，紐約時報報導了朱連魁及其家族的境遇：其三弟死於八國聯軍之手，與其一同前往美國表演的徒弟Low Sun被八國聯軍重傷，儿子朱义德因为身穿洋装偶遇英国军队才幸免于难 ，母親因戰火逃亡滄州，妻子和女兒則隨其一同在紅十字會的幫助下前往松江府（今上海市）避難。

### 魔術對決
1904年末（光緒三十年），朱連魁決定復出，但因前往美國的簽證在辦理過程中出現問題，朱連魁將表演目的地選定在英國。當時有一位叫程連蘇（Chung Ling Soo）的魔術師在倫敦表演。其實他的真名叫William Robinson，真正身份是一名美國魔術師。程連蘇對外聲稱自己是百分百的中國人，宣傳海報還用英文寫著「神奇的中國魔術師」。他穿上清朝服飾，假裝不懂英語，還聘請了翻譯員。而當時英國的大眾社會，根本就不知道程連蘇其實不是中國人。朱連魁因此在1904年12月10日的倫敦聖詹姆斯公報上公開諷刺程連蘇，並用“最純粹的中國魔術師，而不是什麼美國山寨貨”來形容自己。12月28日，朱連魁還攜全家人親自前往劇院觀看程連蘇的表演。
1904年12月29日，據倫敦每日新聞刊登的報紙顯示：朱連魁和他的經理人Leon Mouser商議後決定向程連蘇許下20世纪魔術史上有名的戰書：
- 挑戰規則一：親自去中國位於倫敦的駐英國大使館驗明正身，若程連蘇能夠證明自己是中國人，則朱連魁願捐贈500美元給慈善機構。
- 挑戰規則二：若程連蘇能夠證明其在1898年朱連魁風靡美國前表演過現在的魔術，則朱連魁願捐贈2500美元給慈善機構。
- 挑戰規則三：朱連魁邀請程連蘇在倫敦任意選定一家劇院與其展開魔術對決，若朱連魁表演不出程連蘇表演過的任何一個中國戲法，或者程連蘇能夠表演出朱連魁二十個魔術中的十個，那麼朱連魁便認輸。賭注為5000美元（1000英鎊）。

魔術對決擬定於1905年1月7日進行。且由於規則三中的對決賭注為1000英鎊，倫敦每日新聞因此稱此戰書為《一千英鎊的挑戰》。
1904年12月29日，除了針對程連蘇發起《一千英鎊的挑戰》，朱連魁還專門前往中國駐英國大使館向大使表達敬意，而程連蘇在採訪中對挑戰則表現出迴避的態度，並表示：“抱歉，這不太可能。”
1905年1月7日，即約定的魔術對決當天，程連蘇特意在對決的舞台上安裝了一面玻璃隔板，以試圖防止朱連魁用中文與其搭話。但朱連魁最後並沒有出現，因此英國輿論都認為程連蘇贏得了對決。至於為什麼朱連魁沒有出現，說法則眾說紛紜，甚至傳出了“不是朱連魁沒有來，而是程連蘇把朱連魁變沒了”之類的流言。較為可信的說法則是因朱連魁的經理人Leon Mouser認為在戰書上沒有中國血統証明的條款，所以決定不讓朱連魁出賽。另外亦有人說是朱連魁自己決定不揭露程連蘇的真面目。無論如何，事件的真相迄今未知。程連蘇在自認為獲勝後也在媒體上包版面宣傳他的勝利，並把這次勝利加進他的稱號中：“倫敦劇場觀眾的最愛，可怕的朱連魁征服者，尊敬的中國皇家榮譽魔術師”。在針對程連蘇發起挑戰後，朱連魁攜全家老小在歐洲四處遊歷了半年，最後因收入達不到預期而返回上海。

### 對決結束後
1911年秋季（宣統三年），朱連魁與一家洋行“美利公司”合作，拍攝反映辛亥革命的紀錄片。朱連魁與外國協助者深入陽夏保衛戰現場，於長江邊拍攝民軍從武昌渡江赴漢口作戰的鏡頭，登漢口租界邊緣高樓（如漢口大智路英國煙廠塔樓、歆生路大清銀行樓頂）搶拍民軍與清軍交戰鏡頭，民軍與清軍激戰大智門火車站鏡頭，漢口大火鏡頭，民軍自漢陽反攻漢口鏡頭。這些攝自戰鬥現場的膠片，被帶至上海沖洗、剪輯，編成中國第一部紀錄片：《武漢戰爭》。12月15日，又新增南京光復鏡頭。上海《民立報》為《武漢戰爭》刊登公演廣告，詞曰：“觀眾如果欲睹戰場之真相，以振奮發之精神，就請速來觀看這部影片。因為能與親臨戰場無異，大足增發起義之雄心，報國之熱血。”
1912年底，在上海的外国人穆瑟尔兄弟帮助下，朱连魁的杂耍戏班重返美国演出 。11月5日，據夏威夷公報顯示，朱連魁返回美國並到達了舊金山。12月21日，紐約時報顯示朱連魁參加了為一萬個紐約貧困家庭舉辦的全明星慈善晚宴。
1913年2月，中國留學生月報記載朱連魁邀請耶魯大學的中國留學生一同共進晚宴。
1914年1月11日，《匹茲堡郵報》公開稱讚朱連魁是“一個真正的哲学家”。6月5日，朱連魁參加美國魔術師協會的年度晚宴。7月31日，朱連魁与兒子朱義德在英國莎士比亞故居留下簽名。
1916年4月23日，朱連魁家中發生火災，魔術團中的老虎被烧死，猴子走丢，魔术道具和大量資料被燒毀，包括他保存的胶片。
1923年，朱連魁于上海逝世，享年69歲。

## 家庭
朱连魁有两个儿子，两个女儿，一个儿子叫朱义德(Hom Foo Quee)，另一个叫Foo Kuai。Foo Kuai生于1888年，1898年8月1日，因为热病去世。长女朱菊侪（Chee Toy，又作Chee Tai，生于1896年）与次女朱梅群自幼与父漫游海外，也学习了父亲的魔术，姐妹俩后来成为歌唱家，在欧美各国大剧院和歌舞场中歌唱中西名曲，美国齐克飞歌舞班曾聘请菊侪登台歌唱。1929年，朱菊侪与朱梅群从欧洲返回中国，上海博物院路光陆大戏院主人邀请她们临场表演及唱歌一星期，卖座率打破光陆历年纪录。在中国逗留一个月后，姐妹俩南下香港沿南洋群岛各埠表演返欧。1934年，朱梅群与一位英国魔术师在法国巴黎结婚。1936年9月，朱梅群夫妇在欧洲组织魔术团到香港和上海表演。

## 紀念
2011年12月23日，中国传媒大学和中國紀錄片研究中心在人民大会堂舉辦了一場名为“光影紀年——中國紀錄影像世紀盛典”的慶祝活動，揭幕了三尊銅像，其中之一就是朱連魁。

## 相关作品

### 歌曲《From Here to Shanghai》
美国词曲大师歐文·柏林在1917年创作的歌曲《From Here to Shanghai》中提到朱连魁：
|             | I'll eat the way they do, With a pair of wooden sticks, And I'll have Ching Ling Foo, Doing all his magic tricks. 我会入乡随俗，吃饭用一双箸。我也会让金陵福，表演他所有的魔术。 |
| ——欧文·柏林 | |

### 朱连魁相关著作
2018年，台湾作家张国立出版了一本以朱连魁为原型的小说《金陵福：史上第二伟大的魔术师》。
2020年，加拿大人孙明德（Samuel D Porteous）出版了一本朱连魁传记《金陵福：美国第一位华人超级巨星》（Ching Ling Foo:America's First Chinese Superstar）。
2025年上映的中国内地电影《唐探1900》中，在美国颇负盛名的中国魔术师金陵福的原型为朱连魁，由魏翔饰演。